# Cikalang
Cikalang is een bestuurslaag in het regentschap Kota Tasikmalaya van de provincie West-Java, Indonesië. Cikalang telt 13.247 inwoners (volkstelling 2010).